# Libuše Šafránková
Libuše Šafránková (Brno, 1953. június 7. – Prága, 2021. június 9.) cseh színésznő.

## Életútja
Gyermekkorát és iskolai éveit a Brno melletti Šlapanicében töltötte. Édesapja, Miroslav Šafránek (1927–1984) ott dolgozott zenetanárként, a helyi fúvószenekar karmestereként, orgonistaként és az önkéntes színház zenei kísérőjeként. Édesanyja, Libuše Hrubanová (1932–2008) egy ruhagyárban tanított.
1971-ben diplomázott a Brnói Állami Konzervatórium dráma szakán. 1970–71-ben Brnói Állami Színház alkalmazásában állt. 1971–72-ben Otomar Krejča színházában dolgozott. 1972 és 1990 között a Činoherní klub (Drámaklub), 1992 és 1994 között a prágai Nemzeti Színház tagja volt. 1994-ben visszatért a Drámaklubba, de nézeteltérések miatt hamarosan elhagyta a társulatot.
1976-ban házasságot kötött Josef Abrhámmal (1939–2022). Fiuk Josef 1977-ben született. Fiuknak két házasságból két-két gyermeke született.
2014-ben egy komoly műtéten esett át, melynek során egy tüdődaganatot és a tüdőlebeny egy részét eltávolították. 2021. június 7-én orvosi beavatkozáson esett át a prágai Általános Egyetemi Kórházban, ahol két nappal később meghalt. Június 25-én nyilvános búcsúztatót tartottak Prága Spořilov városrészében, a Szent Ágnes templomban, ahol július 2-án gyászmisén is megemlékeztek róla. Temetése Šlapanicében volt.

## Filmjei
Mozifilmek
- Három mogyoró Hamupipőkének (Tři oříšky pro Popelku) (1973)
- Přijela k nám pouť (1973)
- Hogyan fojtsuk vízbe...? (Jak utopit doktora Mráčka aneb Konec vodníků v Čechách) (1975)
- A bátyámnak klassz öccse van (Muj brácha má prima bráchu) (1975)
- Merénylet Szarajevóban (Atentat u Sarajevu) (1975)
- A kis hableány (Malá morská víla) (1976)
- Paleta lásky (1976)
- A bátyám öccse minden pénzt megér (Brácha za všechny peníze) (1979)
- A herceg és a csillaglány (Princ a Vecernice) (1979)
- Főúr, tűnés! (Vrchní, prchni!) (1981)
- Cicák és titkárnők (Křtiny) (1981)
- Sókirályfi menyasszonya (Sol nad zlato) (1983)
- A harmadik királyfi (Tretí princ) (1983)
- Holnemvolt (Jára Cimrman lezící, spící) (1983)
- Svatební cesta do Jiljí (1983)
- Hóvirágünnep (Slavnosti snezenek) (1984)
- Az én kis falum (Vesnicko má stredisková) (1985)
- Zuřivý reportér (1987)
- Člověk proti zkáze (1989)
- Általános iskola (Obecná škola) (1991)
- Koldusopera (Zebrácká opera) (1991)
- Versengés a kastélyban (Nesmrtelná teta) (1993)
- Kolja (1996)
- Csodálatos évek a kutyavilágban (Bájecná léta pod psa) (1997)
- Szeretteink (Vsichni moji blízcí) (1999)
- Don Juanok (Donsajni) (2013)

Tv-filmek
- A nagymama (Babička) (1971)
- Splynutí duší (1976)
- Csapda (Pasca) (1981)
- Královský život otroka (1992)
- Fišpánská Jablíčka (2009)
- Micimutr (2011)

Tv-sorozatok
- Vivát, Benyovszky! (1975)
- Četnické humoresky (2003–2007, 12 epizódban)

## Fordítás
- Ez a szócikk részben vagy egészben  a   Libuše Šafránková című cseh Wikipédia-szócikk ezen változatának fordításán alapul.  Az eredeti cikk szerkesztőit annak laptörténete sorolja fel. Ez a jelzés csupán a megfogalmazás eredetét és a szerzői jogokat jelzi, nem szolgál a cikkben szereplő információk forrásmegjelöléseként.

## További információ
- Libuše Šafránková a PORT.hu-n (magyarul)
- Libuše Šafránková az Internetes Szinkronadatbázisban (magyarul)
- Libuše Šafránková az Internet Movie Database-ben (angolul)